# Шишковердь
Ши́шковердь — село в Княгининском районе Нижегородской области России. Входит в состав Возрожденского сельсовета.

## География
Село находится на юго-востоке центральной части Нижегородской области, в зоне хвойно-широколиственных лесов, на левом берегу реки Шковерки, при автодороге 22Н-2242, на расстоянии приблизительно 18 километров (по прямой) к юго-востоку от Княгинина, административного центра района. Абсолютная высота — 118 метров над уровнем моря.
Климат
Климат характеризуется как умеренно континентальный, с коротким тёплым летом и холодной снежной зимой. Среднегодовая температура — 3,6 °C. Средняя температура воздуха самого тёплого месяца (июля) — 18,7 °C (абсолютный максимум — 37 °C); самого холодного (января) — −12 °C (абсолютный минимум — −45 °C). Среднегодовое количество атмосферных осадков составляет около 582 мм, из которых 65 % выпадает в тёплый период.
Часовой пояс
Село Шишковердь, как и вся Нижегородская область, находится в часовой зоне МСК (московское время). Смещение применяемого времени относительно UTC составляет +3:00.

## История
В середине XVII века село Шишковердь вместе с селом Сергач Нижегородского уезда — вотчины боярина Б.И. Морозова, где производился лучший в России поташ.

В конце XVII века село принадлежало думному дворянину Ивану Большому Савостьяновичу Хитрово, который в 1675 году продал село (и четыре поташных майдана в нём) в дворцовое ведомство (Тайный приказ) за 5000 рублей. Эта продажа была скрытой конфискацией, поэтому после смерти царя Алексея Михайловича, И.С. Хитрово подал 12 июля 1676 года челобитную царю Фёдору Алексеевичу и вернул свою вотчину обратно (в селе на тот момент насчитывалось 127 дворов, 450 душ крестьян и бобылей). 

В 1860 году владелицей большого числа крестьян села Шишковерда была княгиня, жена полковника, Дарья Александровна Мустафина (63 двора, 257 крестьян мужского пола), села Новой-Усад или Шишковердь — княгиня, вдова штабс-ротмистра, Наталья Сергеевна Оболенская (57 дворов, 233 человека мужского пола). 
По состоянию на 1863—1865 годы в селе Усад Новый (Шишковердь) Васильского уезда Нижегородской губернии было развито кожевенное производство. Согласно «Списку населённых мест Нижегородской губернии» от 1911 года в селе Шишковердь Троицкой волости Васильского уезда существовали 2 сельских общества: одно на землях, выкупленных у бывшей владелицы Мустафиной (142 двора), и одно на землях, принадлежавших ранее Оболенской (36 дворов).  
Религия
В конце XIX века жители были прихожанами находящейся в селе церкви Усекновения главы Иоанна Предтечи Нижегородской епархии. Церковь была построена в 1779 году, деревянная, двухпрестольная. Закрыта в 1938 году.    

## Топонимика
По версии, опубликованной в конце XIX века, название «Шишковердь» произошло от черемисского Шӱшкы-вер — соловьиное место.  

## Население
| 2002 | 2010 |
| ---- | ---- |
| 136  | ↘114 |

В 1859 году во владельческом селе Шишковердь (Новой Усад, Шишковерки) 2 стана Васильского уезда насчитывалось 126 дворов, 505 мужчин, 516 женщин.   
Национальный состав
Согласно результатам переписи 2002 года, в национальной структуре населения русские составляли 82 %.

## Уроженцы
- Люкин, Александр Иванович (1919, село Шковёрка (ныне — Шишковердь)[19], Княгининский уезд, Нижегородская губерния — 1968, Горький, РСФСР, СССР) — советский поэт, участник Великой Отечественной войны.